# لاشا دفالي
لاشا دفالي (14 مايو 1995 بتبليسي في جورجيا - ) هو لاعب كرة قدم جورجي في مركز الدفاع. شارك مع منتخب جورجيا تحت 17 سنة لكرة القدم ومنتخب جورجيا تحت 19 سنة لكرة القدم ومنتخب جورجيا تحت 21 سنة لكرة القدم ومنتخب جورجيا لكرة القدم. أما مع النوادي، فقد لعب مع شلوسك فروتسلاو ونادي دويسبورغ ونادي ريدنغ ونادي سكونتو ونادي قاسم باشا.

## وصلات خارجية
- لاشا دفالي على موقع الاتحاد الدولي (مؤرشف)  (الإنجليزية)
- لاشا دفالي على موقع الاتحاد الأوربي (الإنجليزية)
- لاشا دفالي على موقع اتحاد تركيا (لاعب) (الإنجليزية)
- لاشا دفالي على موقع قاعدة بيانات كرة القدم.إي يو (الإنجليزية)
- لاشا دفالي على موقع ناشيونال فوتبول تيمز (الإنجليزية)
- لاشا دفالي على موقع Soccerway.com (الإنجليزية)
- لاشا دفالي على موقع عالم كرة القدم.نت (الإنجليزية)
- لاشا دفالي على موقع AS.com (الإسبانية)